# Мендес, Билли
Эмиль Гильермо Мендес Карранса, более известный как Билли Мендес (исп. Emil Guillermo Méndez Carranza, mas conocido como Billy Méndez) (10 декабря 1980, Мехико, Мексика) — мексиканский актёр, гитарист, композитор, музыкальный продюсер, музыкант и сценарист.

## Биография
Родился 10 декабря 1980 года в Мехико в семье композитора Гильермо Мендес Гуйу и певицы и композитора Паулины Саррас. С детства мечтал быть композитором, как и его папа, правда его пригласили в телесериал Дедушка и я в качестве актёра, где тот сыграл роль Билли, юного мальчика из подростковой шпаны Росендо. После исполнения такой роли, будущий композитор отказался в дальнейшем от актёрской деятельности в пользу музыкальной деятельности, правда в 2017 году снимется в одном фильме. Он писал композиции для такого певца как Бенни Ибарра и музыкальных групп La nueva banda и RBD. Настоящая слава пришла к нему, когда тот вступил в музыкальную группу Grupo Motel в качестве гитариста. SACM в 2008 году отметила самого композитора и его папу за песню Tú, tú, tú, за то что, эта песня оказалась самой исполняемой композицией года.

## Фильмография

### Актёр

#### Телесериалы
- 1992 — Дедушка и я — Билли.

#### Фильмы
- 2017 — Кто ищет, тот всегда находит — Друг Бибиана.

### Сценарист

#### Телесериалы
- 2004-06 — Мятежники
- 2006 — Почтовый индекс
- 2007 — Лола: Давным-давно